# Ravni (Raša)
Ravni is een plaats in de gemeente Raša in de Kroatische provincie Istrië. De plaats telt 60 inwoners (2001).